# IV Liceum Ogólnokształcące im. Tadeusza Kościuszki w Krakowie
IV Liceum Ogólnokształcące im. Tadeusza Kościuszki w Krakowie (dawniej Cesarsko-Królewskie Gimnazjum w Podgórzu, VI Gimnazjum Państwowe w Krakowie – Podgórzu) – jedna z najstarszych szkół ponadpodstawowych w Krakowie. Gmach liceum znajduje się przy ulicy Krzemionki 11 w dzielnicy Podgórze.

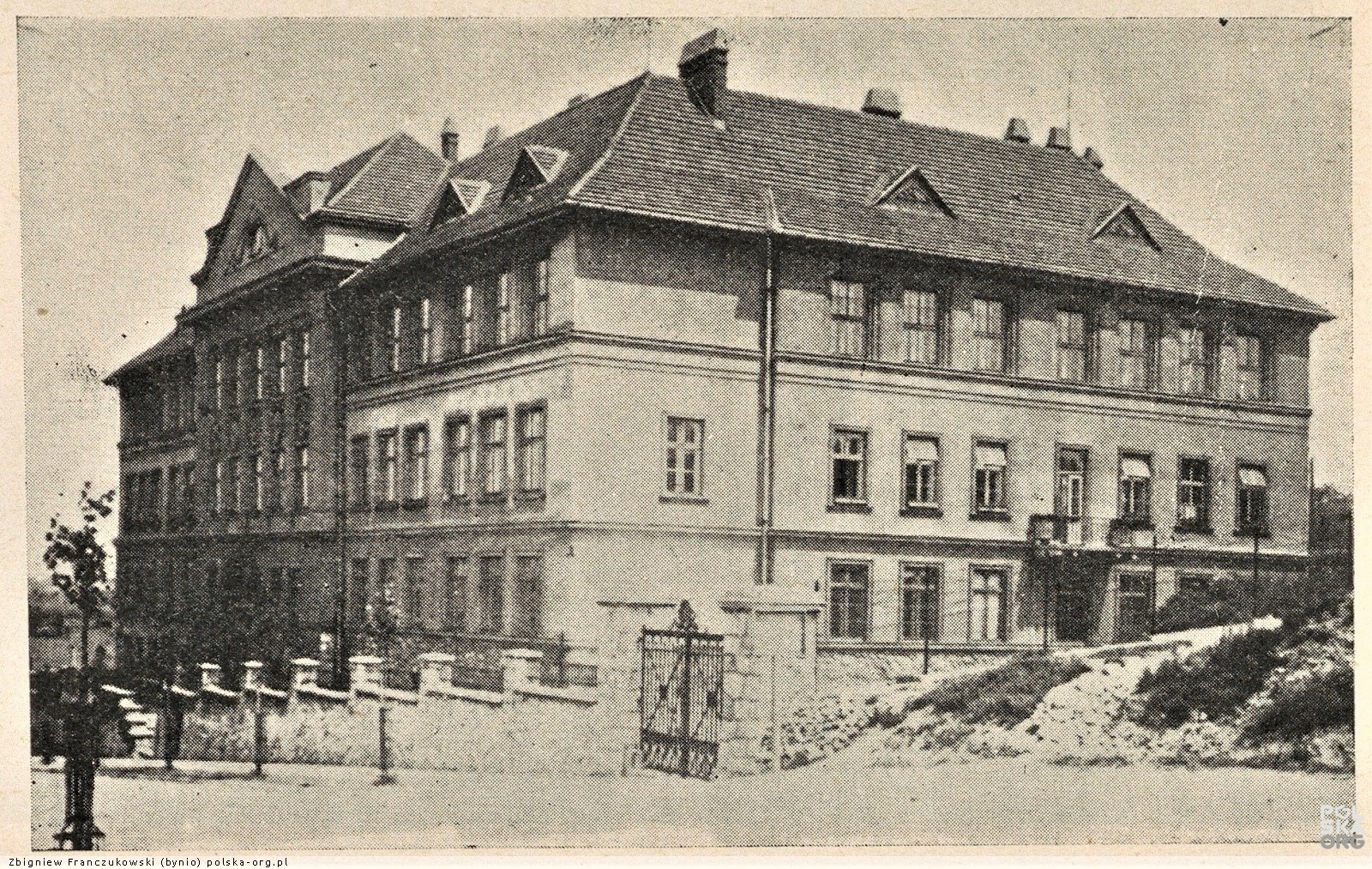
Tymczasowa siedziba AGH rok 1933.

## Historia

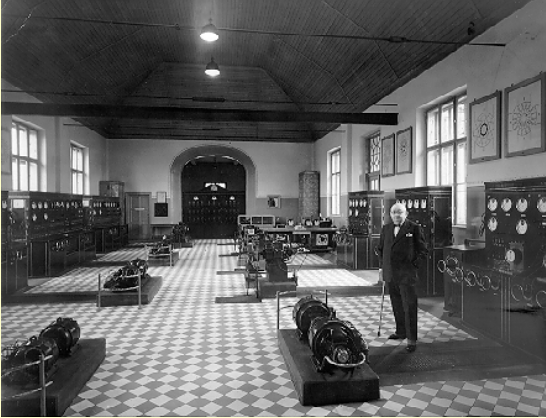
Hala elektrotechniki AGH (obecnie sala gimnastyczna IV LO).

Przez lata Liceum zmieniało swoją nazwę i siedzibę. Powstało w 1892 roku Cesarsko-Królewskie Gimnazjum w Podgórzu. Gmach ówczesnego gimnazjum mieścił się przy ulicy Adama Mickiewicza, około 300 metrów od obecnej lokalizacji. W 1915 roku po połączeniu Podgórza z Krakowem nazwę ulicy zmieniono na Jana Zamoyskiego. Ośmioklasowe gimnazjum miało charakter klasyczny, czyli nauczano łaciny i greki.
Zarządzeniem Ministra Wyznań Religijnych i Oświecenia Publicznego z 1937 zostało utworzone „VI Państwowe Liceum i Gimnazjum im. Tadeusza Kościuszki w Krakowie” (państwowa szkoła średnia ogólnokształcąca, złożona z czteroletniego gimnazjum i dwuletniego liceum), po wejściu w życie tzw. reformy jędrzejewiczowskiej szkoła miała charakter męski z wydziałem liceum ogólnokształcącego prowadzonym w typie humanistycznym. Pod koniec lat 30. szkoła funkcjonowała pod adresem ulicy Jana Zamoyskiego 6 (zob. Zespół Szkół Gastronomicznych nr 2 w Krakowie).
Siedziba szkoły została odziedziczona po Akademii Górniczo-Hutniczej w 1991 roku.

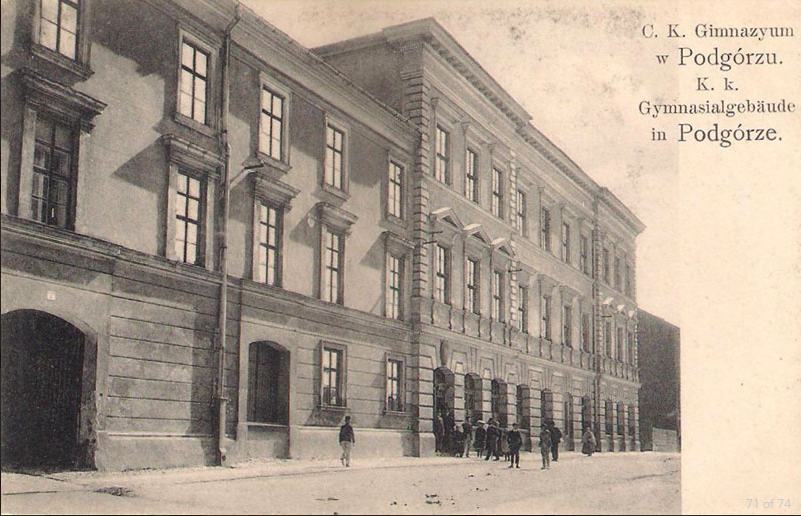
Pierwsza siedziba obecnego IV Liceum Ogólnokształcącego im. Tadeusza Kościuszki w Krakowie przy ulicy Jana Zamoyskiego

## Dyrektorzy

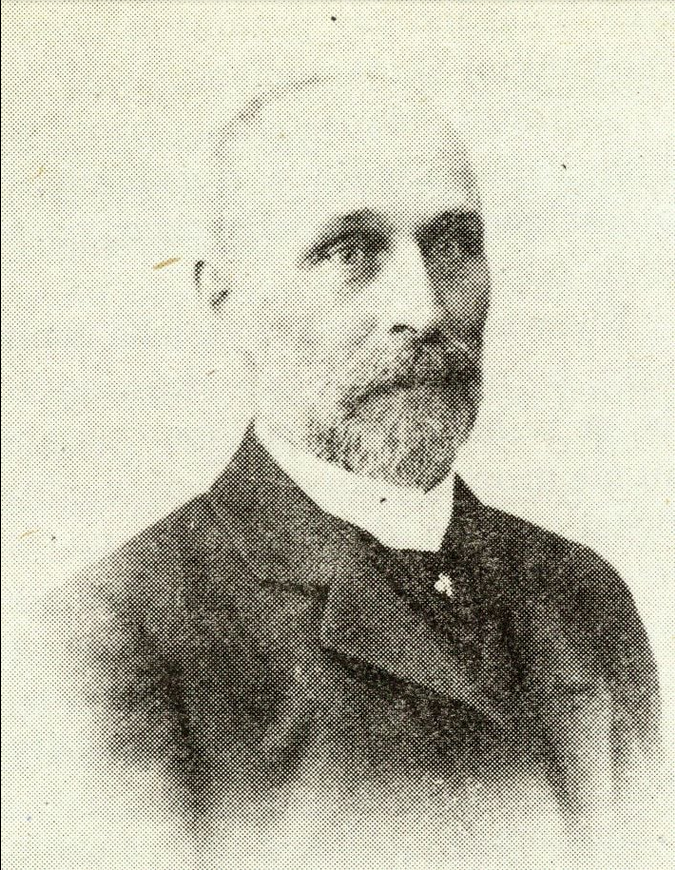
Ignacy Kranz dyrektor szkoły i nauczyciel matematyki w latach 1904–1924.

- Jan Pawlica (1892–1896) – język łaciński i język grecki[2]
- Tomasz Sołtysik (1895–1899)[3] – język łaciński i język grecki[2]
- Stanisław Bednarski (1900–1905) – język łaciński i język grecki[2]
- Ignacy Kranz (1905–1924) – matematyka[2]
- Jan Freidberg (1925–1930) – język niemiecki[2]
- Władysław Niedziela (1930–1931) p.o. dyrektora – historia, geografia[2]
- Antoni Artymiak (1931–1933) p.o. dyrektora – historia[2]
- Edward Turschmid (1933–1939 i 1945–1947) – język polski[2]
- Wincenty Danek (1947)
- Kazimierz Zając (1947–1953) – historia[2]
- Leon Dmytrowski (1953–1957)
- Marian Będziński (1957–1960)
- Stanisław Dynowski (1960–1962)
- Włodzimierz Żytyński (1962–1965) – język polski[2]
- Mieczysław Stefanów (1965–1968)
- Jerzy Ostrowski (1968–1970) – język rosyjski[2]
- Józef Ochotnicki (1970–1977)
- Bogusława Pasieka (1977), p.o. dyrektora – język polski[2]
- Andrzej Schabowski (1977–1982)
- Zbigniew Kolano (1982–1983)
- Jerzy Meszko (1983–1991) – historia[2]
- Elżbieta Szaban (1992–2017) – pedagog szkolna, historia, wiedza o społeczeństwie[2]
- Henryk Pamuła (2003/2004) p.o. dyrektora – język polski, podstawy przedsiębiorczości[2]
- Beata Zgutka (od 2017) – matematyka, informatyka[4]
- Jan Kurzawa (2021/2022), p.o. dyrektora – wychowanie techniczne, informatyka[2][4]

## Nauczyciele

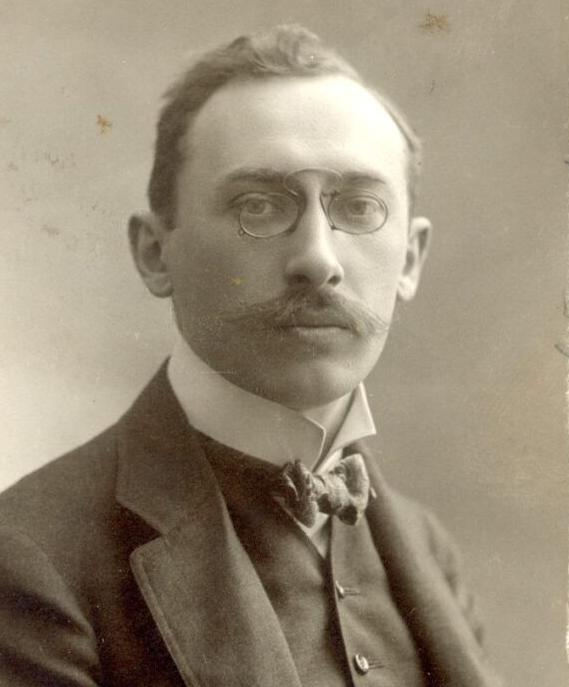
Profesor Władysław Mossoczy – nauczyciel języka łacińskiego i języka polskiego w latach 1907–1930.

Opracowano na podstawie materiału źródłowego.
- Antoni Bielak – matematyka, fizyka
- Ludwik Sikora – historia
- Rudolf Wacek – historia, geografia
- Leonard Neuger – język angielski (język polski)
- Ignacy Kranz – matematyka
- Kazimierz Kumaniecki – język łaciński
- Władysław Szczygieł – gimnastyka
- Władysław Żłobicki – matematyka, fizyka

## Absolwenci i uczniowie

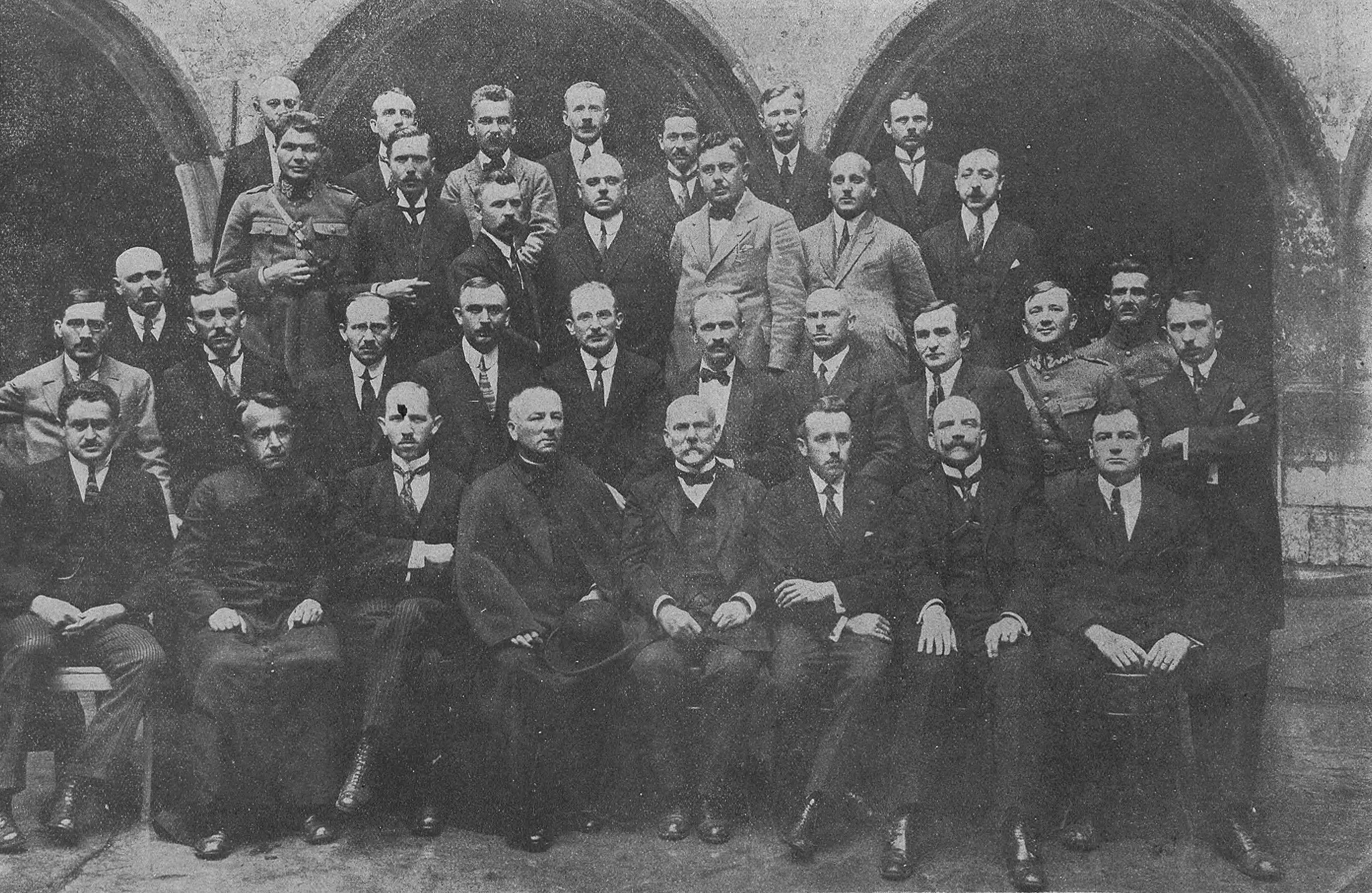
Abiturienci C. K. VI Gimnazjum w Krakowie-Podgórzu z 1907 podczas zjazdu w 1922.

W nawiasie, obok nazwiska, podano rok złożenia matury.
Opracowano na podstawie przypisu.

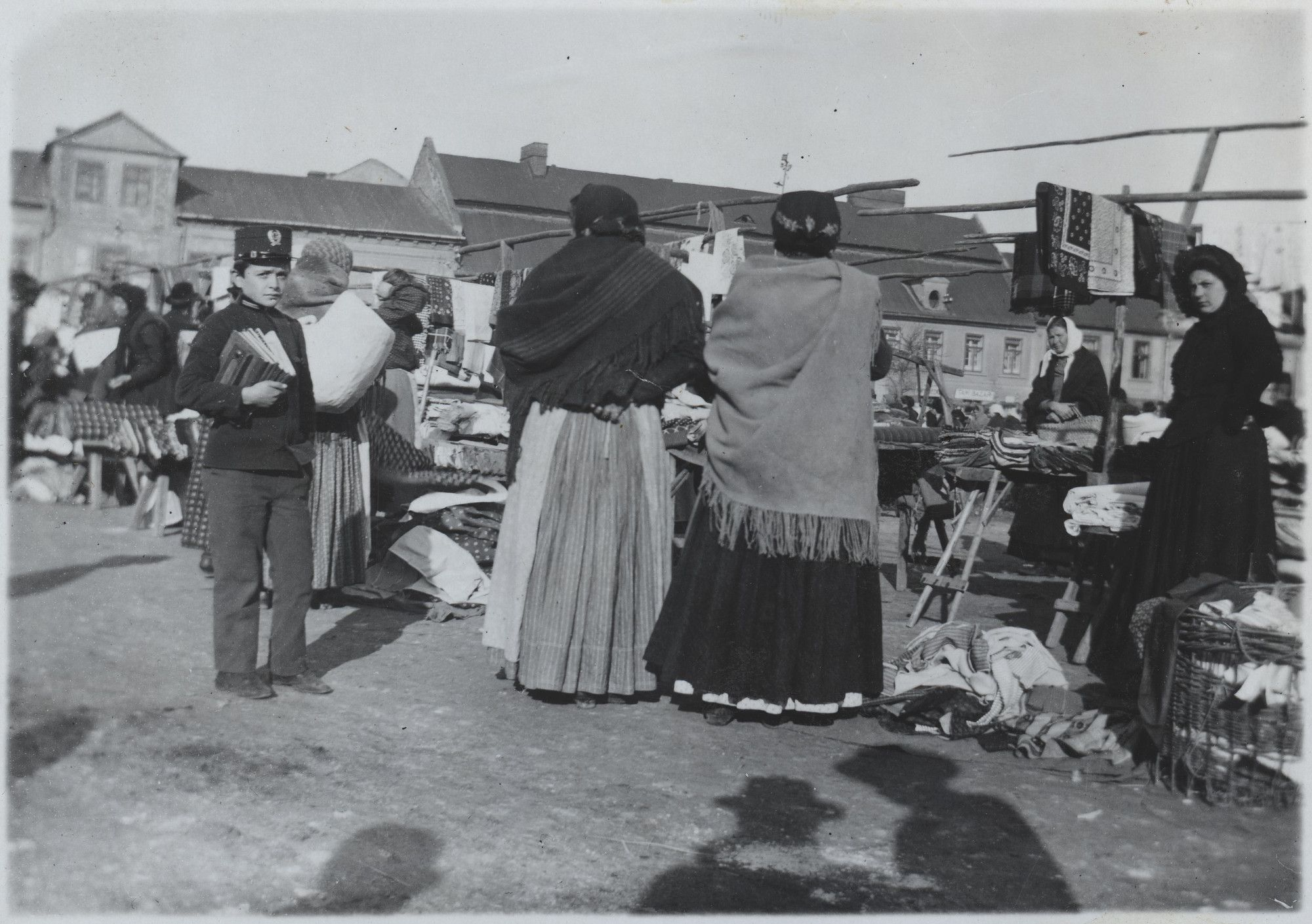
Gimnazjalista na Rynku Głównym w Podgórzu rok 1907.

- Julian Aleksandrowicz (1926), profesor, lekarz internista żydowskiego pochodzenia, autor książek medycznych, uciekinier z krakowskiego getta
- Leszek Allerhand (1951), doktor nauk medycznych, wnuk i spadkobierca spuścizny prof. Maurycego Allerhanda, wybitnego przedwojennego prawnika; ordynator szpitala w Zakopanem, główny lekarz polskiej kadry olimpijskiej w sportach zimowych
- Mieczysław Babiński (1922), nestor dziennikarzy krakowskich, taternik, znawca języka i kultury japońskiej, odznaczony Krzyżem Kawalerskim Orderu Odrodzenia Polski i japońskim Orderem Świętego Skarbu
- Stanisław Bartkowski (1951), profesor medycyny, chirurg szczękowo-twarzowy
- Genonefa Bonczar (1966), profesor Uniwersytetu Rolniczego w Krakowie w dyscyplinie: technologia żywności i żywienia
- Emil Breiter (1904), prawnik, adwokat, publicysta, krytyk teatralny. Absolwent prawa Uniwersytetu Jagiellońskiego, przyjaciel Stanisława Wyspiańskiego
- Piotr Bunsch (2007), wspinacz, zawodnik Korony Kraków, zajmuje się wspinaczką skalną oraz sportową
- Tadeusz Chełmecki (1914), kapitan artylerii rezerwy Wojska Polskiego, komisarz Straży Granicznej II RP, ofiara zbrodni katyńskiej
- Karol Chobot (1908), znana postać w świecie rozwijającego się okultyzmu i ezoteryk oraz jogi w okresie II Rzeczypospolitej
- Janusz Cichalewski (1952), polski dziennikarz, prezenter i redaktor telewizyjny, aktor i reżyser estradowy[5]
- Bogusław Cieślikowski (1966), profesor Uniwersytetu Rolniczego w Krakowie w dyscyplinie inżynieria mechaniczna
- Bartosz Czauderna (2010), wicemistrz Europy w kajakarstwie freestyle’owym[6]
- Piotr Doerre (1992), działacz samorządowy, dziennikarz i publicysta
- Witold Dzielski (1996), dyplomata, urzędnik państwowy
- Stanisław Galos (1912), podpułkownik żandarmerii Wojska Polskiego, działacz niepodległościowy
- Olimpia Górska-Żukowska (1992), dziennikarka
- Tadeusz Jakubowicz (1957), przewodniczący Gminy Wyznaniowej Żydowskiej w Krakowie
- Mikołaj Klimek (1991), aktor
- Władysław Kulma (1908), oficer Wojska Polskiego, działacz niepodległościowy, kawaler Orderu Virtuti Militari
- Agnieszka Mandat (1972), aktorka
- Franciszek Matuszczak (1914), oficer Wojska Polskiego, działacz niepodległościowy, kawaler Orderu Virtuti Militari
- Jan Mazurkiewicz (1914), oficer Wojska Polskiego, działacz niepodległościowy, kawaler Orderu Virtuti Militari, sędzia, prokurator
- Mieczysław Pemper (1938), wraz z Oskarem Schindlerem ocalił około 1200 Żydów. Stenograf Amona Götha w KL Plaszow
- Grzegorz Ryś (1982), arcybiskup metropolita łódzki, kardynał
- Jan Walas (1924), profesor, biolog, absolwent i wykładowca UJ
- Adolf Weltschek (1972), reżyser i aktor teatralny, dyrektor Teatru „Groteska” w Krakowie
- Wojciech Krawczuk (1981), profesor, historyk, dyrektor Archiwum Narodowego w Krakowie
- Rafał Wiśniowski (1983), prorektor, profesor AGH
- Maciej Czerwiński (1995), profesor Uniwersytetu Jagiellońskiego, dyrektor Instytutu Filologii Słowiańskiej specjalizujący się w filologii chorwackiej
- Jan Franciszek Dłużyński (1903), absolwent prawa na Uniwersytecie Jagiellońskim, członek „Sokoła” i oddziałów strzeleckich, legionista, żołnierz w stopniu majora rezerwy
- Aleksander Jacek Garlicki (1951), profesor AGH, prorektor w latach 1990–1993 geolog, specjalista geologii złóż surowców chemicznych, a zwłaszcza złóż soli oraz geologii górniczej
- Arkadiusz Górnisiewicz (2002), doktor habilitowany UJ, specjalizujący się w filozofii polityki[2]
- Alfred Wojciech Hausner (1907), major audytor Wojska Polskiego, żołnierz w trakcie I i II wojny światowej, sędzia wojskowy
- Michał Holländer (1911), porucznik kawalerii Wojska Polskiego, zainicjował powstanie Związku Hodowców Koni Rasy Huculskiej
- Ryszard Jakubowski (1951), profesor AGH oraz UJ, członek PAN, współtwórca Instytutu Informatyki Uniwersytetu Jagiellońskiego
- Piotr Janicki (1998), prawnik i urzędnik samorządowy, Konsul Generalny RP w Chicago
- Stanisław Janik (1925), profesor mineralogii, twórca nowatorskiej metody badania kamieni szlachetnych, więzień obozów w Sachsenhausen i Dachau, po wojnie dyrektor Urzędu Probierczego w Krakowie, założyciel jedynej w kraju urzędowej pracowni gemmologicznej
- Kazimierz Kaczmarczyk (1899), profesor Uniwersytetu Poznańskiego, członek Polskiej Akademii Umiejętności, dokumentalista i współtwórca nowoczesnej archiwistyki
- Tadeusz Kawalec (1913), żołnierz, kapitan piechoty, dyplomata rządu emigracyjnego w Republice Południowej Afryki[2]
- Roman Kiełkowski (1920), pisarz, prawnik, publicysta i dziennikarz. W krakowskim Zabłociu znajduje się ulica imienia Romana Kiełkowskiego
- Stanisław Klimecki (1904), prawnik, działacz społeczny, wiceprezydent i prezydent Krakowa, absolwent prawa na Uniwersytecie Wiedeńskim, Radny Miasta Podgórza oraz Krakowa. Trzykrotnie aresztowany przez Gestapo, zamordowany w Puszczy Niepołomickiej
- Rudolf Klimek (1950), absolwent UJ, onkolog, endokrynolog, położnik i ginekolog, profesor medycyny
- Piotr Korczak (1980), absolwent historii UJ, wspinacz i taternik, pionier ekstremalnej wspinaczki skałkowej, autor licznych monografii i publikacji na ten temat
- Mieczysław Jastrun (?), poeta, eseista, prozaik, członek Polskiego Pen Clubu
- Andrzej Kotarba (1980), profesor Uniwersytetu Jagiellońskiego specjalizujący się w katalizie, kierownik zakładu Chemii Nieorganicznej Wydziału Chemii UJ, absolwent chemii UJ
- Anatol Krakowiecki (1919), pisarz, dziennikarz Ilustrowanego Kuriera Codziennego, więzień sowieckich łagrów Kołymy, żołnierz Armii Andersa
- Aleksander Krawczuk (?), był uczniem podgórskiego gimnazjum, naukę kontynuował na tajnych kompletach. Wybitny historyk starożytności, eseista, profesor Uniwersytetu Jagiellońskiego, minister kultury i sztuki w latach 1986–1989. Poseł I i II kadencji. Ojciec Wojciecha Krawczuka – dyrektora Archiwum Narodowego w Krakowie, także absolwenta IV LO
- Krzysztof Królas (1961), profesor nauk fizycznych. Pracował między innymi w Instytucie Fizyki Jądrowej w Orsay w pobliżu Paryża, był stypendystą Fundacji Humboldta na Uniwersytecie w Getyndze. Przez wiele lat był prorektorem oraz prodziekanem Wydziału Matematyki i Fizyki na Uniwersytecie Jagiellońskim. Kierował projektem powołania Narodowego Centrum Promieniowania Synchrotronowego, uruchomionego w 2015 roku
- Mirosław Lewandowski (1961), absolwent UJ, prawnik i polityk Konfederacji Polski Niepodległej, poseł na Sejm I kadencji. Autor książek historycznych
- Stanisław Mastalski (1916), major piechoty Wojska Polskiego. Uczestnik I i II wojny światowej oraz wojny polsko-bolszewickiej, wielokrotnie odznaczony
- Kazimierz Mitera (1916), harcerz, malarz, pedagog, krytyk sztuki, Absolwent krakowskiej Akademii Sztuk Pięknych. Żołnierz w wojnie polsko-bolszewickiej, obrońca Lwowa i Przemyśla
- Stanisław Mitera (1908), harcerz, działacz niepodległościowy, absolwent polonistyki i germanistyki na Uniwersytecie Jagiellońskim, historyk, nauczyciel, zginął w bitwie pod Kostiuchnówką. Odznaczony pośmiertnie orderem wojennym Virtuti Militari oraz Krzyżem Niepodległości. W Krakowie w dzielnicy XIII Podgórze w bliskiej odległości od ronda Matecznego znajduje się ulica jego imienia
- Tadeusz Mitera (?), był uczniem podgórskiego gimnazjum (gimnazjum typu klasycznego), przeniesiony po dwóch latach przez ojca do CK IV Gimnazjum Realnego im. Henryka Sienkiewicza (gimnazjum typu matematyczno-przyrodniczego), podobnie jak Zygmunt (do 1939 roku komendant hufca Kraków-Podgórze, zlokalizowanego w podgórskim gimnazjum), absolwent chemii na Uniwersytecie Jagiellońskim, nauczyciel chemii i fizyki – aż do emerytury w Gimnazjum i Liceum im. Stanisława Staszica w Chrzanowie. Pochowany w rodzinnym grobowcu na cmentarzu nowym w Podgórzu[7]
- Zygmunt Mitera (?), był uczniem podgórskiego gimnazjum (gimnazjum typu klasycznego), przeniesiony po dwóch latach przez ojca do CK IV Gimnazjum Realnego im. Henryka Sienkiewicza (gimnazjum typu matematyczno-przyrodniczego). Harcerz (komendant hufca Kraków-Podgórze zlokalizowanego w podgórskim gimnazjum), inżynier, doktor geofizyki stosowanej, przedsiębiorca, wykładowca AG (AGH) i Uniwersytetu Jana Kazimierza we Lwowie, podporucznik rezerwy łączności Wojska Polskiego, uczestnik wojny polsko-bolszewickiej, oficer w kampanii wrześniowej, ofiara zbrodni katyńskiej
- Jakub Momro (1998), absolwent polonistyki UJ. Filozof, literaturoznawca, eseista i tłumacz. Profesor na Wydziale Polonistyki, zatrudniony w Katedrze Antropologii Literatury i Badań Kulturowych
- Władysław Mossoczy (1936), student medycyny UJ. Działał w ruchu oporu, był członkiem Armii Krajowej. Do jego zadań należała pomoc rannym żołnierzom tejże, a także organizacja szpitala polowego na wypadek ogólnokrajowego powstania (akcja „Burza”). Zginął, ratując partyzantów, otoczony przez Niemców w Woli Stróskiej 5 października 1944 r. Syn Władysława Mossoczego – nauczyciela podgórskiego gimnazjum
- Władysław Muszyński (?), był uczniem podgórskiego gimnazjum, naukę kontynuował na tajnych kompletach uzyskując tam maturę Absolwent Akademii Górniczej (AGH), specjalista w dziedzinie konstrukcji betonowych i technologii betonu, profesor oraz rektor Politechniki Krakowskiej. Członek PAN. Doctor honoris causa Politechniki Krakowskiej
- Karol Myrek (1908), żołnierz w stopniu pułkownika, dowódca Trzynastego Kresowego Pułku Artylerii Lekkiej, pierwszy Prezydent Miasta Legnicy
- Andrzej Nowak (1962), tłumacz literatury iberoamerykańskiej. Przełożył ponad 80 książek m.in.: Ja, Najwyższy Augusta Roi Bastosa, Raj Joségo Lezamy Limy, Ryby Sergio Fernandeza Cardenasa, książki Fuentesa, Vargasa Llosy, Asturiasa, Arguedasa. Tłumaczył także z języka francuskiego i angielskiego[2]
- Tadeusz Pankiewicz (1927), właściciel apteki Pod Orłem w getcie krakowskim. Odznaczony medalem Sprawiedliwy Wśród Narodów Świata
- Kazimierz Pankiewicz (1914), brat Tadeusza, po zdaniu matury w 1914 (z wyróżnieniem) oraz rozpoczęciu się wojny został wywieziony w głąb Rosji i zginął w obozie w Wiatce
- Edward Passendorfer (1912), profesor geologii, absolwent Uniwersytetu Jagiellońskiego, pracownik naukowy Państwowego Instytutu Geologicznego w Warszawie, nauczyciel akademicki uniwersytetów w Wilnie, Poznaniu, Toruniu oraz w Warszawie, dziekan wydziału Geologii Uniwersytetu Warszawskiego członek Polskiej Akademii Nauk
- Tadeusz Peiper (1909), był uczniem podgórskiego gimnazjum, przeniesiony do CK III Gimnazjum im. Króla Jana Sobieskiego, Poeta i twórca Awangardy Krakowskiej. Tworzył głównie w okresie dwudziestolecia międzywojennego. Naukę gimnazjalną rozpoczął w Podgórzu, a po ukończeniu z celującymi stopniami pięciu klas przeniósł się do gimnazjum im. Sobieskiego, gdzie w 1909 r. zdał maturę. Studiował filozofię i prawo na UJ, a także w Berlinie i Paryżu
- Antoni Sałustowicz (1918), jeden z pierwszych studentów i absolwentów Akademii Górniczej w 1919 r. profesor tejże uczelni, inżynier górnik, profesor członek PAN
- Ignacy Schwarzbrat (1908), absolwent prawa na Uniwersytecie Jagiellońskim, działacz syjonistyczny, adwokat, poseł na Sejm V kadencji II RP, członek Rady Narodowej RP na uchodźstwie
- Marian Suda (1962), absolwent polonistyki i dziennikarstwa na Uniwersytecie Jagiellońskim. Dziennikarz, pracownik redakcji dzienników i tygodników. Autor kilku pozycji książkowych, w tym m.in. „Polska do Tobolska”
- Edward Szczeklik (1916), absolwent i profesor medycyny Uniwersytetu Jagiellońskiego, specjalista chorób wewnętrznych, kardiolog, ojciec profesorów medycyny Andrzeja i Jerzego Szczeklików
- Witold Taszycki (1917), polonista/slawista, absolwent UJ w Krakowie i UJK we Lwowie, profesor uniwersytetów: Jana Kazimierza we Lwowie, Wileńskiego, Jagiellońskiego, współtworzył po wojnie Uniwersytet Mikołaja Kopernika w Toruniu i Uniwersytet Wrocławski. Pracownik Wyższej Szkoły Pedagogicznej w Krakowie. Członek PAU i PAN, doctor honoris causa Uniwersytetu Śląskiego w Katowicach
- Stanisław Tync (1907), absolwent Uniwersytetu Jagiellońskiego, historyk wychowania oraz pedagog, profesor Uniwersytetu Wrocławskiego
- Władysław Woźnik (1919), absolwent Miejskiej Szkoły Dramatycznej w Krakowie, aktor i reżyser teatralny w Krakowie, Lwowie, Łodzi i Bydgoszczy, dyrektor teatrów w Katowicach i Poznaniu, wykładowca krakowskiej PWST i dziekan Wydziału Aktorskiego[2]
- Marek Walczak (1984), absolwent historii sztuki UJ. Profesor i dyrektor Instytutu Historii Sztuki UJ. Członek Komisji Historii Sztuki Polskiej Akademii Umiejętności, Stowarzyszenia Historyków Sztuki
- Marian Wallek-Walewski (1951), dyrygent, krytyk muzyczny i teoretyk muzyki, dyrektor Wielkiej Orkiestry Symfonicznej Polskiego Radia w Katowicach oraz wykładowca na krakowskiej i katowickiej Akademii Muzycznej. Był bratankiem Bolesława Wallek-Walewskiego
- Franciszek Żak (1909), duchowny rzymskokatolicki, kapelan wojskowy. Ochrzcił Karola Wojtyłę, późniejszego papieża Jana Pawła II
- Antoni Józef Żmuda (1907), ukończył studia botaniczne na Uniwersytecie Jagiellońskim. Zatrudniony początkowo w Akademii Umiejętności, później jako asystent na Uniwersytecie Jagiellońskim. Opracował florę jaskiń tatrzańskich, wydał zielnik mchów polskich – “Bryotheca Polonica”. Jego prace znajdują się w zbiorach Uniwersytetu Warszawskiego. Zginął w trakcie I wojny światowej
- Krzysztof Galos (1985) – polski geolog, profesor nauk ścisłych i przyrodniczych, od 2024 podsekretarz stanu w Ministerstwie Klimatu i Środowiska oraz Główny Geolog Kraju.
- Zbigniew Krzysztof Kąkol (1972) – fizyk. Prorektor ds. Nauki AGH (2008-2016)[8]
- Antoni Jackowski (1953) - profesor w Instytucie Geografii i Gospodarki Przestrzennej UJ, przewodniczący Polskiego Towarzystwa Geograficznego. Dziekan Wydziału Biologii i Nauk o Ziemi UJ (1993-1999). W 1994 r. utworzył w Instytucie Geografii i Gospodarki Przestrzennej UJ jedyny w Polsce i drugi w Europie Zakład Geografii Religii[9].